# Dryobotodes roboris
Dryobotodes roboris is een vlinder uit de familie uilen (Noctuidae). De wetenschappelijke naam is voor het eerst geldig gepubliceerd in 1835 door Geyer.
De soort komt voor in Europa.